# Roche-le-Peyroux
Roche-le-Peyroux – miejscowość i gmina we Francji, w regionie Nowa Akwitania, w departamencie Corrèze.
Według danych na rok 1990 gminę zamieszkiwało 79 osób, a gęstość zaludnienia wynosiła 11 osób/km² (wśród 747 gmin Limousin Roche-le-Peyroux plasuje się na 522. miejscu pod względem liczby ludności, natomiast pod względem powierzchni na miejscu 615.).